# Liste von Seen in Bulgarien
Dies ist eine Liste großer und wichtiger Seen in Bulgarien. Aufgenommen sind die natürlichen Seen des Landes, die Stauseen und ausgewählte Feuchtgebiete. Der größte natürliche See ist der Burgas-See mit 27,6 km² Fläche. Der aufgestaute Mandra-See hat eine Fläche von 38,8 km².

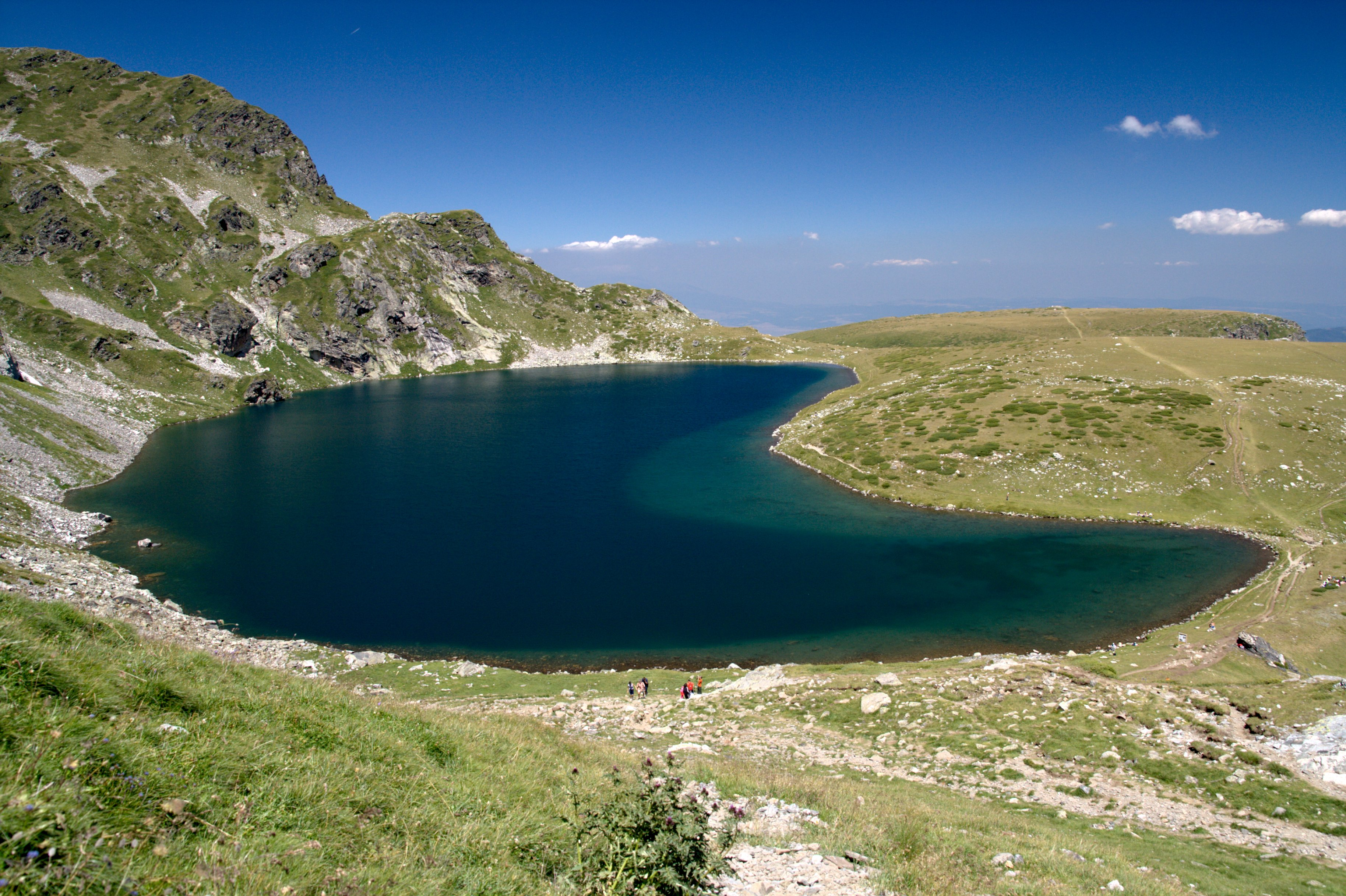
Der See „Бъбрека“ (Niere), einer der sieben Rila-Seen

Die sieben Rila-Seen, wie aber auch der aufgestaute Stausee Kardschali zählen zu den „100 nationalen touristischen Objekten“ (100 национални туристически обекта) Bulgariens.

## Seen nach Größe
Hier sind die größten Seen Bulgariens aufgelistet.
S: Stausee

N: Natürlicher See

NL: Natürlicher See / Liman

NSG: Naturschutzgebiet 
| See                                            | Art | Fläche (km²) | Tiefe (m) | Höhe m ü. NHN | Oblast und Lage    | Bemerkungen                                                            | Bild                     |
| ---------------------------------------------- | --- | ------------ | --------- | ------------- | ------------------ | ---------------------------------------------------------------------- | ------------------------ |
| Mandra-See Мандренско езеро                    | SL  | 38,8         |           |               | Burgas (Lage)      | größter Stausee des Landes; aufgestauter Liman; NSG Usungeren (Marsch) | Mandra-See               |
| Burgas-See Бургаско езеро                      | NL  | 27,6         | 1,0       | 0,0           | Burgas (Lage)      | größter See des Landes; Liman; NSG                                     | Burgas-See               |
| Atanassow-See Атанасовско езеро                | NL  | 17,0         | 1,0       | 0,0           | Burgas (Lage)      | Salzwassersee; Liman                                                   | Atanassow-See            |
| Warna-See Варненско езеро                      | NL  | 17,0         | 19,0      | 0,0           | Warna (Lage)       | Salzwassersee; Liman                                                   | Warna-See                |
| Stausee Kardschali Кърджали                    | S   | 16,1         |           | 324           | Kardschali (Lage)  | Stausee                                                                | Stausee Kardschali       |
| Stausee Kamtschija язовир Камчия               | S   | 9,6          |           |               | Burgas (Lage)      | Stausee                                                                | Stausee Kamtschija       |
| Pomorie-See Поморийското езеро                 | NL  | 8,5          | 1,4       | −0,6          | Burgas (Lage)      | Salzwassersee; Liman; NSG                                              | Pomorie-See              |
| Stausee Watscha язовир Въча                    | NL  | 5,2          | 140       | 535           | Plowdiw (Lage)     | höchste Staumauer des Landes; Pumpspeicherkraftwerk                    | Stausee Watscha          |
| Durankulak-See езеро Дуранкулак                | NL  | 4,0          |           | 0,0           | Dobritsch (Lage)   | Liman; 2 Inseln                                                        | Durankulak-See           |
| Dragoman-Marschland Драгоманското блато        | N   | 4,0          |           | Marschland    | Sofia (Lage)       |                                                                        | Im Dragoman-Feuchtgebiet |
| Stausee Jasna Poljana язовир Ясна Поляна       | S   | 2,3          |           |               | Burgas (Lage)      | Stausee                                                                | Stausee Jasna Poljana    |
| Stausee Pantscharewo езеро Панчарево           | S   | 1,2          | 30,0      |               | Sofia-Stadt (Lage) | Stausee; Ruderzentrum                                                  | Stausee Pantscharewo     |
| Stausee Duschanzi язовир Душанци               | S   |              | 48        | 300           | Sofia (Lage)       |                                                                        | Stausee Duschanzi        |
| Srebarna-See езеро Сребърна                    | N   | 1,2          | 1–3       | 10            | Silistra (Lage)    | UNESCO-Weltnaturerbe, Biosphärenreservat                               | Srebarna-See             |
| Schablasee Шабленско езеро                     | NL  | 0,8          | 4,0       | 0,0           | Dobritsch (Lage)   | Liman                                                                  | Schablasee               |
| Eserezsee Езерецко езеро                       | NL  | 0,7          | 9,0       | 0,0           | Dobritsch (Lage)   | Der See hat einen süßen und eine salzigen Teil.                        |                          |
| Arkutino-Marschland Аркутино (Мечешкото блато) | NL  | 0,6          | 0,5       | 7,0           | Burgas (Lage)      | Marschland; NSG                                                        | Arkutino-Marschland      |
| Schablenska-Tuslasee Шабленска тузла           | NL  | 0,16         | 0,6       | 0,0           | Dobritsch (Lage)   | Liman; Brackwasser                                                     | Schablenska-Tuslasee     |

## Weitere Seen in Bulgarien

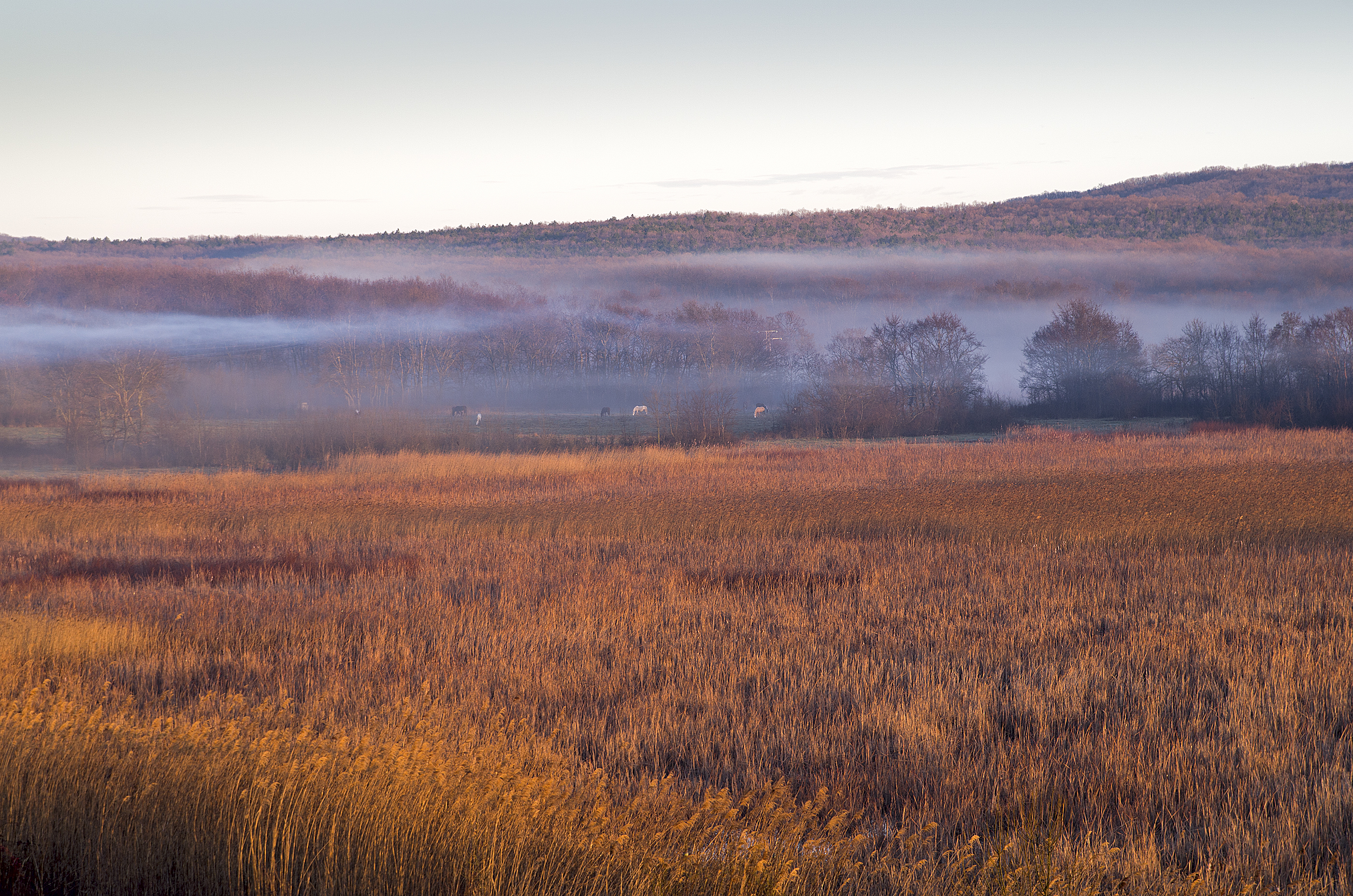
Stomoplo-Marschland

- Arianasee (езеро Ариана), künstlicher Teich im Zentrum von Sofia. Er hat eine Fläche von 8900 m² und ist 1,20 m tief.
- Die sieben Rila-Seen sind Gebirgsseen, die ihre Namen, wie „Auge“, „Niere“ und „Träne“ nach ihren besonderen Formen erhalten haben.

Naturschutz- und Feuchtgebiete (Auswahl)
- Naturschutzgebiet Alepu (Алепу), Marschland bei Sosopol
- Stomoplo-Marschland (Стомопло) (Lage)